# Hans Kortrog
Hans Kortrog (* um 1470, vermutlich in Homberg/Efze; † nach 1532, vermutlich in Nordhessen, vielleicht in Homberg/Efze; Pseudonym: Meister Hans Kortrog von Homberg; Meisterzeichen: Schafschere) war ein deutscher Glockengießer. Seine Glocken finden sich heute überwiegend in evangelischen Kirchen in Nordhessen, viele wurden vor 1945 eingeschmolzen.

## Biografie
Kortrog wurde vermutlich um 1470 in der bereits vor 1400 in Homberg nachweisbaren Familie Kortrog geboren. Seine Ausbildung erhielt er vermutlich bei dem in Fritzlar tätigen Glockengießer Goswin. Aus dem Zeitraum von 1495 bis 1532 sind 69 Glocken für nordhessische Kirchen und Rathäuser sowie neun Glöckchen nachweisbar, von denen einige wohl in Homberg/Efze gegossen wurden. Bald nach Fertigstellung seiner letzten Glocke dürfte Kortrog gestorben sein.

## Glocken
Das bekannte Œuvre des Hans Kortrog besteht aus größeren Glocken und kleineren Glöckchen. Nach Forschungen von Götz J. Pfeiffer (2022) stammen insgesamt 69 Glocken und neun Glöckchen von ihm oder sind ihm zuzuschreiben. Bemerkenswert sind die anfangs zahlreichen Abgüsse von über 20 unterschiedlichen Pilgerzeichen auf den Glocken:
(Zerstörte Glocken sind mit * gekennzeichnet; dat. bezeichnet das inschriftlich belegte Jahr der Glocke. Sofern kein anderer Standort genannt ist, befindet sich die Glocke in der evangelischen Kirche des Ortes.)
- Rauischholzhausen*, dat. 1495
- Retterode, dat. 1496
- Böddiger*, dat. 1497
- Dissen, dat. 1497
- Gleichen (Gudensberg), dat. 1500
- Gensungen, dat. 1501
- Gombeth, dat. 1502
- Allendorf (Schwalmstadt), dat. 1503
- Bad Berleburg, Schlossmuseum, dat. 1503
- Obermeiser, dat. 1504
- Schönau (Gilserberg), dat. 1504
- Laisa (Battenberg), dat. 1505
- Witzenhausen, dat. 1505
- Gittersdorf, dat. 1506
- Homberg (Ohm), dat. 1506
- Krumbach (Biebertal), dat. 1506
- Obermelsungen, dat. 1506
- Allendorf (Schwalmstadt), dat. 1507
- Lütersheim, dat. 1507
- Ausbach, dat. 1508
- Gilserberg*, dat. 1508
- Binsförth, dat. 1509
- Eifa (Hatzfeld), dat. 1509
- Homberg (Ohm), dat. 1509
- Meinsen (Bückeburg), dat. 1509 (ehemals Beiseförth)
- Battenberg*, dat. 1510
- Stadthosbach, dat. 1510
- Wahnhausen, dat. 1510
- Alt-Wildungen, dat. 1511
- Kassel, ev. Martinskirche, dat. 1511 (ehemals „Altstädter Rathaus in der Fischgasse“)
- Lendorf, dat. 1511
- Schönberg, Kapelle, dat. 1511
- Werkel*, dat. 1511
- Friedigerode, dat. 1512
- Fürstenhagen, dat. 1512
- Kirchbauna*, dat. 1512
- Wellen*, dat. 1512
- Bad Wildungen, Stadtkirche, dat. 1513
- Felsberg, dat. 1513
- Friedigerode, dat. 1513
- Ober-Gleen, dat. 1513
- Schwebda, dat. 1513
- Berndshausen, dat. 1514
- Kämmerzell*, dat. 1514
- Königswald, dat. 1514
- Daubringen, dat. 1515
- Marburg, Elisabethkirche, dat. 1515
- Wittelsberg, dat. 1515
- Breitenbach am Herzberg*, dat. 1516
- Grebenau, dat. 1518
- Kassel, Garnisonkirche*, dat. 1519
- Oberellenbach*, dat. 1519
- Besse, dat. 1520
- Harle, dat. 1520
- Neustadt (Hessen)*, dat. 1520
- Spangenberg, dat. 1520
- Großenenglis, dat. 1521
- Harle, dat. 1521
- Frankenberg, Klostermuseum, dat. 1522
- Merxhausen, dat. 1522
- Moischt, dat. 1522
- Laisa (Battenberg), dat. 1523
- Wetter (Hessen)*, dat. 1523
- Hebel*, dat. 1524
- Trockenerfurth, dat. 1524
- Trockenerfurth, dat. 1524
- Elsoff (Bad Berleburg), dat. 1526
- Marburg, lutherische Pfarrkirche, dat. 1532 (ehemals vielleicht Marburg, Rathaus)